# Бирманска операция (1944 – 1945)
Бирманската операция от ноември 1944 до август 1945 година е военна операция от Бирманската кампания на Втората световна война, при която Британската империя, подпомагана от Китай и Съединените щати си връща контрола надз завладяната преди това от Япония Британска Бирма.
Операцията се провежда на няколко фронта. На север американски и китайски сили навлизат в Бирма от Асам и Юннан и се срещат, възстановявайки връзките по Бирманския път. В централна Бирма Съюзниците нанасят решаващо поражение на противника, завзмайки изоставената от него столица Рангун. Съюзниците установяват контрол и над ключови точки по крайбрежието, но японците продължават да водят ариегардни боеве в отделни области до самия край на войната.